# Gesualdo z Reggio Calabria
Giuseppe Marco Antonio Luca Melacrinò řeholním jménem: Gesualdo z Reggio Calabria (18. října 1725, Nasiti – 28. ledna 1803, Reggio di Calabria) byl italský římskokatolický kněz a člen Řádu menších bratří kapucínů. Katolická církev jej uctívá jako Ctihodného.

## Život
Narodil se 18. října 1725 v Nasiti jako syn Francesca Malacrina a Saverie roz. Melissari. Dva dny poté byl pokřtěn v kostele San Nicolò o dei Bianchi otcem Cosmou Melissarim.
Vstoupil do oratoře Bratrů Ježíše a Marie. V této době se setkal s filipínským klerikem Salvatorem Votanem s nímž si vytvořil duchovní pouto a přátelství.
Když mu bylo 8 let přijal dne 20. září 1733 z rukou arcibiskupa Damiana Polou svátost biřmování. Kmotrem byl jeho strýc Raimondo Malacrinò. Toto byl rozhodující okamžik při jeho cestě ke kněžství.
Dne 12. března 1740 přijal v Řádu menších bratří kapucínů tonsuru a 23. září se stal ostiářem a lektorem. Mezi tím studoval filosofii u Řádu bratří kazatelů.
Dne 5. listopadu 1740 vstoupil do noviciátu konventu ve Fiumara di Muro, kde přijal hábit a jméno Gesualdo z Reggio Calabria. Bylo známo že byl velmi pokorný. Dne 5. listopadu 1741 složil své věčné sliby. Poté byl poslán do kláštera Neposkvrněného početí v Reggio Calabria, kde byl veden otcem Ludovicem z Reggia. Zde měl kromě filosofických a teologických předmětů např. i matematiku či fyziku.
Ještě než byl vysvěcen na kněze mu byl roku 1746 uděleno povolení učit filosofii a další předměty v Studentato di Reggio Calabria. Roku 1748 na den Uvedení přesvaté Bohorodice do chrámu byl vysvěcen na kněze a svou primici sloužil následující den. Měl velký zápal v kázání a pokání bral jako dar skutečné lásky.
Roku 1792 odmítl své jmenování za biskupa diecéze Martirano. Roku 1801 byl jmenován provinciálem.
Zemřel 28. ledna 1803 v klášteře Madonna della Consolazione v Reggio di Calabria.
Roku 1855 byl otevřen jeho proces svatořečení. Dne 2. dubna 1982 papež Jan Pavel II. uznal jeho hrdinské ctnosti a od té doby mu náleží titul Ctihodný.